# Malakoff - Rue Étienne-Dolet (métro de Paris)
Pour les articles homonymes, voir Rue Étienne-Dolet, Étienne Dolet et Dolet.
Malakoff - Rue Étienne-Dolet est une station de la ligne 13 du métro de Paris, située sur la commune de Malakoff.

## Situation
La station, établie sur une section aérienne et bordée par la LGV Atlantique au sud-ouest des voies du métro, est implantée à hauteur du croisement avec la rue Guy-Môquet. Orientée selon un axe nord-ouest/sud-est, elle s'intercale entre la station souterraine Malakoff - Plateau de Vanves et le terminus aérien de Châtillon - Montrouge.

## Histoire
La station est ouverte le 9 novembre 1976 avec la mise en service du prolongement de la ligne 13 depuis Porte de Vanves jusqu'à Châtillon - Montrouge ; cette extension fut inaugurée le jour même de l'absorption de l'ancienne ligne 14 (laquelle reliait alors Invalides à Porte de Vanves) par la ligne 13, prolongée par phases successives depuis son terminus sud initial de Saint-Lazare. 
Le nom de projet de la station était simplement Malakoff, du fait de son implantation sur le territoire de cette commune. Elle tire sa dénomination définitive de sa relative proximité avec la rue Étienne-Dolet, laquelle rend hommage à Étienne Dolet (1509-1546), écrivain, poète, imprimeur, humaniste et philologue français, auteur de commentaires sur la langue latine et de poèmes.
Dans le cadre du programme « Renouveau du métro » de la RATP, les couloirs de la station ont été partiellement modernisés le 10 juin 2005.

### Fréquentation
Selon les estimations de la RATP, la station a vu entrer 2 048 140 voyageurs en 2019, ce qui la place à la 242e position des stations de métro pour sa fréquentation sur 302,. En 2020, avec la crise du Covid-19, son trafic annuel tombe à 1 054 998 voyageurs, ce qui la classe alors au 237e rang, avant de remonter progressivement en 2021 avec 1 450 451 entrants comptabilisés, la reléguant toutefois à la 238e position des stations du réseau pour sa fréquentation sur 304 cette année-là,.

## Services aux voyageurs

### Accès

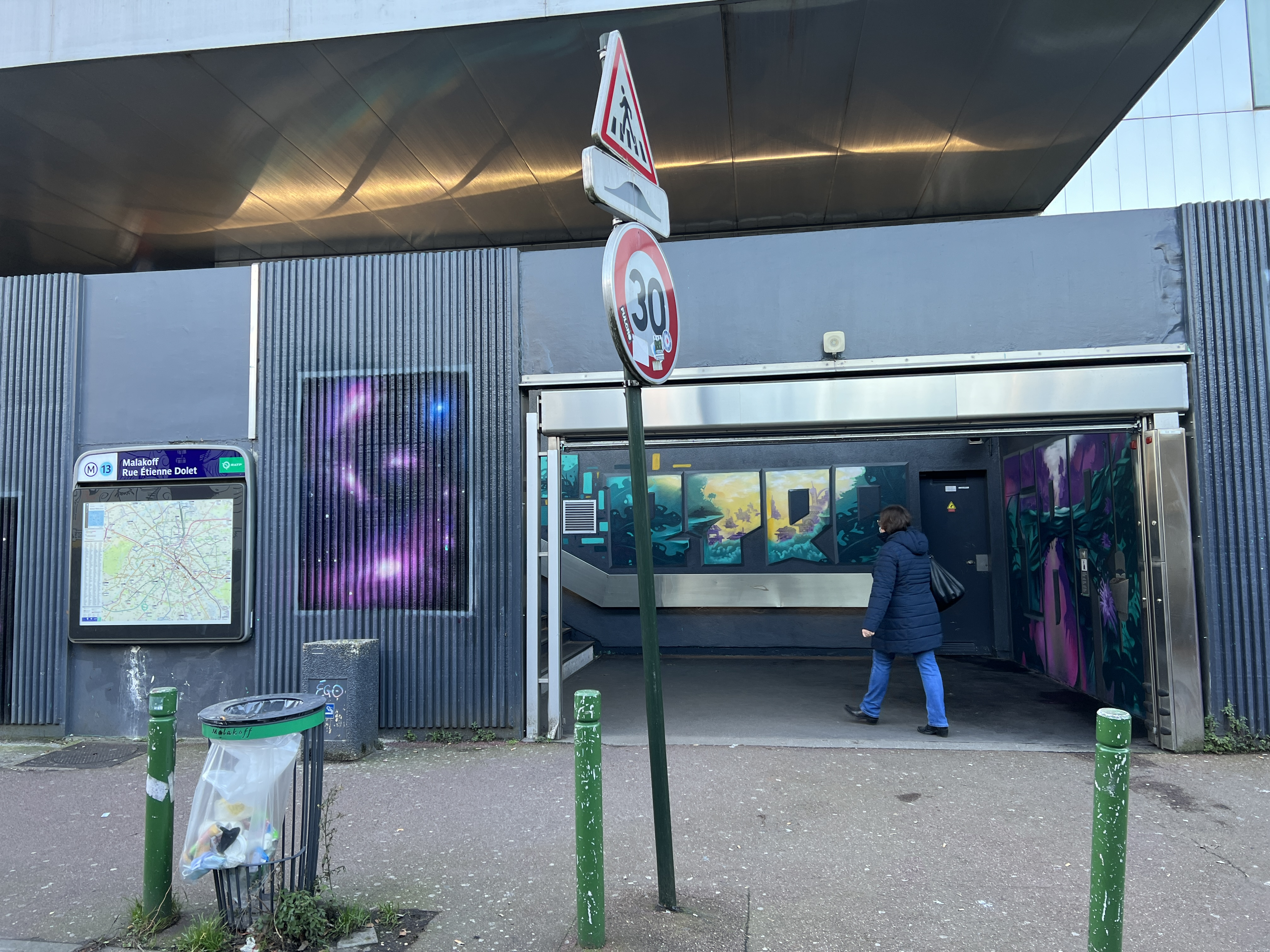
Accès de la station.

La station dispose d'un unique accès intitulé « Rue Guy-Môquet », s'effectuant par un édicule implanté à l'amorce d'une impasse adjacente à cette rue, au droit du no 88 de cette dernière. Il est agrémenté d'un mât avec un « M » jaune inscrit dans un cercle.
Depuis juin 2020, une fresque de l'artiste Raphe du collectif de street-art Haut En Couleur (HEC) orne l'intérieur et l'extérieur de l'édicule d'accès.

### Quais
La station, de configuration standard, possède deux quais de part et d'autre des voies situées au centre. Les piédroits sont verticaux et supportent des marquises protégeant les quais, auxquelles sont incorporés les bandeaux d'éclairage. La décoration est une déclinaison du style « Andreu-Motte » avec des banquettes traitées en carrelage plat fin de couleur bleue et surmontées de sièges « Motte » de même teinte. Ces aménagements sont mariés avec des carreaux en grès étiré blancs, plats et fins, posés verticalement sur les piédroits ainsi que sur les entourages des trémies d'escaliers. Les cadres publicitaires, métalliques, installés seulement sur le quai en direction de Châtillon - Montrouge, sont incurvés au sommet (selon le même modèle que l'on retrouve à la station Créteil - Préfecture sur la ligne 8) et le nom de la station est inscrit en police de caractères Parisine sur plaques émaillées.

### Intermodalité
La station est desservie par les lignes 191 et 391 du réseau de bus RATP et par le service urbain L'Hirondelle du réseau de bus Vallée Sud Bus.

## À proximité
- Promenade départementale des Vallons-de-la-Bièvre (dite Coulée verte du sud parisien)
- Fort de Vanves